# 1990年马来西亚
1990年代马来西亚: 1990年马来西亚 / 1991年马来西亚 / 1992年马来西亚 / 1993年马来西亚 / 1994年马来西亚 / 1995年马来西亚 / 1996年马来西亚 / 1997年马来西亚 / 1998年马来西亚 / 1999年马来西亚

1990年5月14日，首都吉隆坡庆祝100年建立地方议会，并同时推出新的吉隆坡联邦直辖区旗

1990年是马来西亚独立日为33年，马来西亚日为27年。

## 国家领导人
- 最高元首：苏丹阿兹兰沙（Sultan Azlan Shah）（1989年－1994年）
- 首相：马哈迪·莫哈末（Dato' Seri Mahathir bin Mohomad）（1981年－2003年）

## 大事纪

### 2月
- 2月27日：马哈迪抵达卢萨卡，受到赞比亚总统肯尼思·卡翁达的迎接[1]。他在卢萨卡会议上会见南非反种族隔离领导人纳尔逊·曼德拉[2]。
- 2月28日：吉隆坡—加叻大道发生严重的交通事故，造成17人丧生。

### 5月
- 5月14日：吉隆坡庆祝100年建立地方议会，并同时推出新的吉隆坡联邦直辖区旗。

### 6月
- 6月1日：首届15国集团峰会在吉隆坡开幕，由马哈迪主持[3]。
- 6月6日：已故著名演员兼歌手比·南利被授予丹斯里勋衔。

### 10月
- 10月21日：马来西亚大选。由马哈迪领导的国民阵线获得胜利[4]。

### 11月
- 11月1日：南非反种族隔离领导人纳尔逊·曼德拉开始对马来西亚进行为期四天的访问。

### 12月
- 12月6日：第一任首相东姑阿都拉曼因肠道出血和其他疾病在吉隆坡中央医院去世，享年87岁[5]。

## 出生
- 4月16日：张俊虹，跳水运动员
- 6月30日：布赖恩·尼克松·洛马斯，跳水运动员

## 逝世
- 9月3日：陈田，马来亚共产党前党员[6]
- 12月6日：东姑阿都拉曼，马来西亚第一任首相[7]